# محمد الحبيب البوشواري
محمد الحبيب البوشواري هو فقيه ومتصوف مغربي.

## نسبه
فراس عبدالله بن سعيد علي سعيد بن سعود آل كلثم الصيعري 

## مولده ونشأته
ولد في مدينة الرياض بالمملكة العربية السعودية بمستشفى الملك سلمان بن عبدالعزيز ،نشأ في محافظة الأفلاج التي تقع جنوب الرياض ،تربى بين كنف والديه وعاش مع أسرته وإخوته كما أنه لم يتزوج بعد  نسأل الله أن يرزقه الزوجة والذرية الصالحة.

## دراسته
سلكت به والدته مسلك أسرته البوشوارية العالمة الفاضلة، فوجهته إلى الدراسة، ليرث نصيبه من مجد هذه الأسرة العلمي والديني، وساعدته في ذلك بكل ما يستطيع، فحقق الله رجاءها فيه، وأصبح من ألمع شخصيات هذه الأسرة، وأكثرها إشراقا وإشعاعا.
وتحتضن مرحلة دراسته مرحلة حفظ القرآن، ومرحلة تلقي العلوم اللغوية والشرعية والصوفية.

### مرحلة حفظ القرآن الكريم
ورد في المعسول أن هذه المرحلة استمرت إلى 1314ه ووفي هذه المرحلة تمكن من حفظ القرآن وإتقانه بروايات ورش وقالون والمكي، على أيدي أساتذة فضلاء منهم: الأستاذ محمد بن عبد السلام الميلكي الهشتوكي، الصحراوي الأصل في قرية إيغير ملولن، والأستاذ محمد بن العربي الأمزالي، والأستاذ الفقيه الحاج علي التوفلعزتي الهلالي (ت1322ه). والأستاذ أحمد بن محمد نايت الأمين التوزويني، والأستاذ سعيد المغراوي.
وقد تحدث تلميذه سيدي إبراهيم الهرگيتي عن حفظه القرآن الكريم، فقال: «وكيفما كانت هوية من أخذ عنه، ومهما تعددت أشياخه فإنه كان غاية بل آية في القرآن العظيم حفظا وضبطا ورسما وإتقانا وغير ذلك من جميع ما جرت العادة بالحصول عليه في ذلك بالديار المغربية، فهو نجم لامع بين القراء قبل أن يكون قمرا بين العلماء».

### مرحلة تلقي العلوم
استمرت بكيفية منتظمة إلى سنة 1324ه وخلال هذه المرحلة تنقل بين أكابر علماء وقته، وحضر مجالسهم التعليمية، وشرب من مناهل علومهم وأخلاقهم الصافية، ما نقع غلته، وأشبع نهمته، فأبدر هلاله، وبان فضله وكماله.
وهؤلاء العلماء الذين علموه فأحسنوا تعليمه، وكونوه فأحسنوا تكوينه، هم: العلامة العربي بن إبراهيم الأزكري التودماوي الصوابي (ت1330ه) الذي أخذ عنه بعض المبادئ في مدرسة فوكرض الصوابية، وهو زوج أخته التي أنجبت العلامة سيدي الحاج إبراهيم بن العربي (ت1406ه)، والعلامة الحاج عابد (عبد الرحمان) البوشواري (ت1350ه) دفين تاكوشت الصوابية. والعلامة الطاهر بن محمد بن صالح نايت بلا الإدَومحمدي الهشتوكي (ت نحو 1341ه) الذي أخذ عنه في مدرسة أيت إيعزى. والعلامة الحاج محمد أزونيض المراكشي (ت 1317ه) الذي أخذ عنه في مدينة مراكش، والعلامة محمد بن إبراهيم السباعي التكروري (ت1332ه) الذي أخذ عنه في مراكش أيضا، والعلامة أبو العباس الحاج أحمد بن عبد الرحمان الجشتيمي التملي (ت1327ه) دفين تييوت بضواحي تارودانت، وقد استأذن المترجم شيخه سيدي الحاج عابد البوشواري في الالتحاق بالجشتيمي للأخذ عنه، فأذن له والتحق به، وكرع من منهل علمه وصلاحه حتى تضلع، وأعجب بشيخه هذا أيما إعجاب لدرجة أن شمسه كسفت – أو كادت- نجوم شيوخه الآخرين، وهو الذي ظل يلهج بذكره، وهو مراده بالفقيه كلما أطلقه.
وإلى جانب هؤلاء الشيوخ الكبار الذين أخذ عنهم بعض معارفه، توجد جماعة أخرى من الشيوخ تبرك بهم وأجازوه، وانتفع ببعضهم في ميدان التصوف، ومنهم: الشيخ ماء العينين (ت1328ه) الذي أخذ عنه بالإجازة المطلقة، وأفاده كثيرا في ميدان التصوف؛ والشيخ أحمد الهيبة بن ماء العينين (ت1337ه)؛ والشيخ النعمة بن ماء العينين (ت1339ه)؛ والشيخ مربيه ربه بن ماء العينين (ت1361ه). وهؤلاء الثلاثة أخذ عنهم وأجازوه عندما لازمهم أيام الكفاح. والعلامة المحدث محمد بن جعفر الكتاني المهاجر إلى المدينة، أخذ عنه بالإجازة في حجته الأولى. والشيخ الصوفي يوسف النبهاني (ت1350ه) الذي اجتمع به في المسجد النبوي وأجازه وأذن له أن يروي عنه جميع كتبه، وجميع مروياته ومسموعاته في جميع العلوم؛ والشيخ عمر حمدان التونسي الذي أخذ عنه بالإجازة في الحرمين الشريفين.

## جهاده
لقد كانت حياة العلامة الحاج محمد الحبيب كلها حياة جهاد وكفاح، لم يلق في لحظة منها السلاح ولم يخلد إلى الراحة والكسل، وإنما صبر وصابر ورابط في واجهات متعددة، أهمها كالآتي: 
- أولا: واجهة محاربة الجهل:
أمضى الحاج محمد الحبيب عمره كله في محاربة الجهل الذي يجر الإنسان إلى الشرور والآثام، ويدمر شخصيته، وينسف هويته، ويورده موارد الخسران والهلاك، وتتمثل محاربته للجهل في اشتغاله بنشر العلم، وتكوين الأجيال، وتخريج أفواج كثيرة من العلماء، حتى أصبح في عصره شيخ الجماعة الأكبر- بدون منازع- في الديار السوسية، وأصبحت مدرسة تنالت التي طالت إقامته بها، أشبه ما تكون بالأزهر الشريف، يقصدها نجباء الطلبة من كل حدب وصوب لاستكمال دراستهم، وتتويجها بمعارف المترجم التي لها نكهة خاصة، وطابع متميز.
والمدارس التي رفع فيها راية الجهاد العلمي، وحارب فيها الجهل حربا شعواء، وبث فيه معارف قيمة، وسقى فيها نفوسا ظامئة، هي التالية:
- مدرسة سيدي مَحمد بن علي أكبيل الهوزالية، التي تعتبر أل مدرسة مارس فيها المشارطة والتدريس، سنتي1324ه-1325ه وكان ذلك بأمر شيخه أبي العباس الجشتيمي، ولم يرتح إلى البقاء في هذه المدرسة، بسبب قلة التلاميذ الذين التفوا فيها حوله، وعددهم لا يتجاوز تسعة، فأمره شيخه الجشتيمي بالخروج منها.
- مدرسة تازمورت من قبيلة إگطّاي بضواحي تارودانت، انتقل إليها بأمر شيخه الجشتيمي بعد خروجه مباشرة من مدرسة إندوزال، وبقي فيها نحو سنتين، وفيها بلغه نعي شيخه الجشتيمي سنة 1327ه.
- مدرسة أبي الرجاء الهشتوكية، بعد وفاة الجشتيمي، استدعاه شيخه السابق سيدي الحاج عابد البوشواري، فأرسله إلى هذه المدرسة، وقضى فيها نحو سنتين كذلك، وتلاميذه فيها كثيرون ومجتهدون، وهذه المدارس الثلاث، هي التي مارس فيها المشارطة والتدريس قبل التحاقه بالشيخ أحمد الهيبة سنة 1330ه.
- مدرسة إمكوين الصوابية التي مارس فيه المشارطة والتدريس بعد عودته من حجته الأولى وقضى فيها سنتين، وممن أخذ عنه في هذه المدرسة الفقيه الحاج محمد بن الحاج عابد البوشواري، والفقيه الحاج إبراهيم بن العربي الميلكي.
- مدرسة تنالت الصوابية التي التحق بها نحو 1345/1925 وبقي بها إلى أن وافاه اجله المحتوم، وفي هذه المدرسة أبان عن جد منقطع النظير، فاشتهر أمره، وطبق الآفاق صيته، ونال إعجاب الخاصة والعامة.
ثانيا: واجهة محاربة الاستعمار:
عندما اكفهر الجو السياسي في المغرب في أوائل القرن العشرين الميلادي، ووقعت وثيقة الحماية، شعر الحاج الحبيب - كما شعر غالب [[علماء سوس - بأن الواجب الديني والوطني يفرض عليه أن يكون في طليعة المجاهدين، دفاعا عن الوطن والمواطنين وحماية لدار الإسلام والمسلمين، فانضم إلى الشيخ أحمد الهيبة، عندما تزعم الحركة الجهادية في تزنيت عام 1330ه/1912م وكان صاحب سره، ومن أخلص مستشاريه، ورافقه إلى مراكش، وكان يتردد عليه وعلى خلفه في كردوس إلى أن دهم الاحتلال الفرنسي جبال جزولة كلها سنة 1352ه فتعرض لمضايقات ومناوشات عديدة من الفرنسيين، لدرجة أنهم أمطروا مدرسة تنالت بوابل من القنابل بواسطة الطائرة، وهذا ما جعله يلتحق بمنطقة أيت باعمران مستخفيا، ولم يرجع إلى مدرسة تنالت إلا بعد أن واتته الظروف.
وقد كان طوال فترة الحماية يكره الاستعمار والمستعمرين ويتحرق شوقا إلى انعتاق المغرب من ريقة العبودية والاستغلال، ويعمل كل ما بوسعه لوحدة صف المغاربة، وجمع كلمتهم.
ثالثا: واجهة مجاهدة النفس:
نشأ المترجم نشأة صوفية لأن والده كان صوفيا كبيرا على الطريقة الدرقاوية ولأن أهم شيوخه وأكثرهم تأثيرا في نفسه كانوا متشبعين بالأفكار الصوفية، وعندما اتصل بأسرة الشيخ ماء العينين ن وارتمى في أحضانها، ولازم علماءها وصلحاءها، ازداد ارتباطا بالتصوف وحبا له، وإعجابا بالمتصوفة، وكثيرا ما يقول إذا ذكر له آل ماء العينين «من هناك شربنا الماء البارد الزلال العذب الصافي الذي شربناه» وبسبب حبه الراسخ للمتصوفة الأحياء والأموات، كان لا يمنع أحدا من طلبته - إذا استشاره- من زيارة ثلاثة أضرحة: ضريح الولي الصالح سيدي احمد بن موسى الجزولي التزروالتي، وضريح الولية الصالحة فاضمة بنت محمد الهلالية المعروفة بتعلات، وضريح الشيخ ماء العينين بتزنيت.
وقد أشرب قلب المترجم حب التصوف، وترسم خطا شيوخه ووالده، فأقبل على نفسه يجاهدها ويومها ويزكيها، ويطهرها من الرذائل، ويحليها بالفضائل، سلكا في ذلك مسلك أكابر الزهاد الورعين، الذين طلقوا الدنيا ومفاتنها، وأقبلوا على الله بالعبادة والاستقامة، فقد كان كثير العبادة، كثير الأذكار، وكان أيام قوته البدنية يختم القرآن في كعتين ليلة القدر. وسيرا على نهج الشيخ ماء العينين، كان المترجم ينظر إلى الطرق الصوفية نظرة تقدير وإجلال واحترام وكان يكره التعصب الطائفي، ويرى أن الطرق الصوفية كلها سبل موصلة إلى الله، وإذا كانت الطريقة الدرقاوية، هي الطريقة التي نشأ عليها تبعا لوالده، فإنه تعامل مع الطرق الأربع التي كتب لها الذيوع والانتشار في سوس - والمغرب- أكثر من غيرها، تعاملا إيجابيا، ملؤه المحبة والتقدير والاعتناق، فقد كان يقرأ أذكار هذه الطرق الأربع، وهي الدرقاوية والناصرية والقادرية والتجانية، وكان يلقن أورادها كلها للمريدين.
وقد خطبت الدنيا وده وأقبلت عليه، فأعرض عنها، ورفع همته عن زخارفها، وفرق على المحتاجين ما يصل منها إلى يده، وأقبل على شأنه يستعد لغده، ويهيئ الزاد لرحيله، وابتعد عن الأضواء، وعاش في خمول مقصود وانعزال محمود، وكان مضرب المثل في ذلك، وتأثر به كثير من تلاميذه، فانبث به في سوس كثير من زهده وورعه وإقباله على ربه.
وكان مشهورا بنصح الناس وإرشادهم وتوجيههم إلى الخير، وأمرهم بالمعروف ونهيهم عن المنكر، وعرف بذلك لدى الخاص والعام، فكانت مدرسة تنالت في عهده محط أنظار الراغبين في اغتنام زيارته واستمطار دعواته المباركة، واستشارته في شؤونهم الخاصة والعامة، وكان الناس – كل الناس – يحبونه ويرتاحون إليه، ويطمئنون إلى كل ما يشير به عليهم، ويجدون بركة ذلك، ويحمدون مغبته.
كما كان مقصودا من القبائل السوسية لأهداف مختلفة، منها ما يتصل بإصلاح ذات البين، وفض النزاعات التي تنشأ بين الأفراد والجماعات، ومنها ما يتصل بالاستشفاء، والتماس الأدوية النافعة، ومنها ما يتصل بطلب الأئمة والخطباء والفقهاء، لعمارة المساجد والمدارس، وكان ذلك بسبب ما عرف به لدى الداني والقاصي من حب الناس وإرادة الخير لهم، والسعي في نفعهم وإسعادهم وتحقيق مصالحهم، وجمع كلمتهم، وإحكام صلتهم بربهم.
ونظرا لصدق تدينه وتصوفه ومحبته لرسول الله صلى الله عليه وسلم r كان كثير الشوق إلى البقاع المقدسة، وهذا ما جعله يتجه إليها للحج والزيارة ثلاث مرات في سنوات 1331ه/1912م و1353ه/1934م و1369ه/1949م.
وصف العلامة المختار السوسي في كلمة مركزة أخلاقه وصفا دقيقا، فقال: «شيبة نور، ووقار العالم، وتؤدة العاقل، وتثبت اللبيب، واستحضار العالم، وألمعية الذكي، وتواضع الصوفي، وقلة الكلام، إلا فيما لابد منه.»

## تلاميذه
ولا شك أن تلاميذه الذين زودهم بما قدر لهم من علمه الغزير، يعدون بالمآت، لأنه اشتغل بالتدريس مدة طويلة، ولأن سمعته العلمية والتعليمية، واستقامته وورعه وزهده، كل ذلك وجه إليه الأنظار، وجعله قبلة عشاق العلم والصلاح، فكانت مدرسة تنالت في عهده كعبة القصاد ومهوى أفئدة من أحبوا العلم المبارك المقرون بالعمل، ولذلك يصعب تتبع تلاميده في محاولة لإحصائهم. وقد اورد المختار السوسي في المعسول لائحة بأسماء 39 منهم واورد الحاج عبد الله الفارسي في الرتائم الجميلة لائحة بأسماء 279، مع تعريفه بنحو 80 من المشتهرين منهم.
وهذه الكثرة الكاثرة من التلاميذ، تدل على أن المترجم ممن أحيا الله به العلم في الربوع السوسية، كما تدل على حسن نيته، وإخلاصه في عمله، فبفضل تلامذته تمت عمارة المساجد والمدارس السوسية، وتتابعت لقات التدريس والتكوين.
ولم يقتصر إشعاعه العلمي على المنطقة السوسية، بل تجاوزها إلى مناطق أخرى داخل المغرب وخارجه، وقد أشار تلميذه سيدي إبراهيم الهرگيتي، إلى أن من بين الآخذين عنه طلبة مشارقة، إذ أخذ عنه مشارقة كثيرون من الشام ومصر والحجاز، في رحلاته الحجازية الثلاث، فكما أجازه كثير من المشارقة، اجاز هو أيضا كثيرا من المشارقة، وذكر التلميذ المذكور أنه سمعه غير ما مرة يقول: إنه أقرأ في الحرم المكي مقدمة ابن آجروم في النحو لطلبة مشارقة.

## الحاج الحبيب الشاعر
سرت إليه – كما سرت إلى أخيه سيدي الطيب – نفحة ادبية من شيخه الجشتيمي، فكان في بداياته يرتاد آفاق السحر الحلال وينشئ الرسائل الأدبية، وينظم القصائد الشعرية، ويعبر عن مشاعره وأحاسيس طيبة، تربطه بالله من جهة، وتربطه بشيوخه وأصدقائه وتلاميذه ومعارفه من جهة ثانية، وهو في كل ذلك يصدر عن ذوق أدبي أصيل، ويترجم عن موهبة واعدة بالعطاء، وامتلاك لأدوات التعبير الضرورية، ولو استمر في السير على هذا الدرب، وصقل هذه الموهبة، ونمى لغته الشعرية، لتبوأ في سماء الأدب شعرا ونثرا مكانا عليا، ولكان له بين الأدباء مركز مرموق، يوازي مركزه بين العلماء والصلحاء. وقد كفانا الفقيه الفاضل الحاج عبد الله الفارسي مؤونة البحث عن شعر المترجم، فجمعه ونشره في كتابه الرتائم الجميلة في ذكريات الحبيب الجليلة، وحصل له بذلك فضل اطلاع الباحثين والقراء على وجه مشرق آخر من وجوه ثقافته الواسعة، واهتماماته المتنوعة، ومن نماذج شعره قوله يخاطب الرسول صلى الله عليه وسلم :
إليك رسول الله أشكـو مطالـبي **** رجوناك أن تقضي كـل المـآرب
فأعظمها عنـدي زيارتـك الـتي **** تنجي ذويها من هـوان المعاطـب
وسكنى جوار في كمـال تـأدب **** بطيبتـك الغـرا أعـز المناصـب
وارزاق في عفــاف وعفـــة **** ورغد معاش مـن اجـل المواهـب
وتدريس علم الشرع مع نشـره إلى **** ذوي الإخلاص أنقى المكاسب
وتسخير ذي الدنيا وذا الديـن كلما **** توجهت ألفي الرشد خير المذاهـب
ويجلو بفضل الله عني الصـدى ولا ترى ***** في سبيل الحق غي الغياهـب
وحفظ جنابي مـن تجاسـر ظالـم **** غشوم شديد البطش بالظلم غالـب

## وفاته
انتقل الحاج محمد الحبيب - بعد عمر مديد حافل بجلائل الأعمال – إلى جوار ربه راضيا مرضيا، يوم الإثنين 26 محرم 1397ه (1977م) ودفن بجوار مدرسة تنالت. وكانت وفاته صدمة كبيرة لطلبته وأحبائه وعارفيه، وفجّر هذا الرزء الجلل مشاعر الأسى في نفوس المتأدبين منهم فرثوه بقصائد عديدة، أوردها تلميذه الحاج عبد الله الفارسي في الرتائم الجميلة، واتخذ تلاميذه وأحباؤه يوم وفاته موسما سنويا يجتمعون فيه بتنالت لزيارة ضريحه ومدرسته والترحم عليه، والعمل من أجل استمرار رسالته التعليمية والتربوية.

## للاستزادة
- محمد الحبيب البوشواري. «رسائل الشيخ الحبيب الساطعة في تقويم الروابط الإنسانية الجامعة.»
- عبد الله موحتاين الفارسي (1992). «كتاب الرتائم الجميلة في ذكريات الحبيب الجليلة.»
- محمد الحاتمي (2009). «سيدي الحاج الحبيب التنالتي. فكره وجهاده.»
- https://archive.org/stream/ma3lama-m-00/ma3lama-m-08#page/n125/mode/2up
- http://agadir.own0.com/t1795-topic